# Templo del Gran Jaguar
El Templo del Gran Jaguar o Templo I, es la designación que se le da a una de las principales estructuras de Tikal, la ciudad más grande del período clásico de la civilización maya precolombina en Mesoamérica. Está ubicado en Petén en el norte de Guatemala. Se le conoce como el Templo del Gran Jaguar debido a un dintel que representa a un rey sentado en un trono de jaguar. El Templo I es una estructura piramidal escalonada de piedra caliza de estilo típico del Petén que data aproximadamente del año 732 d. C. El Templo I servía como un lugar ceremonial y ritual, considerado la puerta al inframundo, se sabe que lo que se encontró dentro de dicha construcción fueron los bienes del antiguo líder, así como sus restos.

## Historia

### Época prehispánica

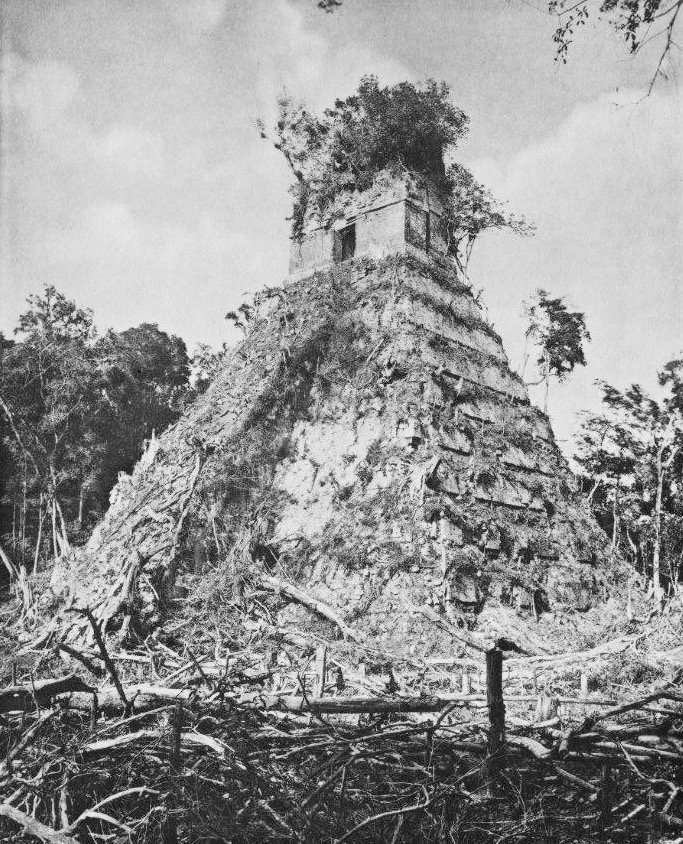
El Templo I siendo redescubierto.

El Templo del Gran Jaguar, construido bajo el mandato del gobernante maya Hasaw Cha'an Kawil, (682-721 d. C.), también conocido como Ah Cacao, es una pirámide funeraria en donde este gobernante fue sepultado en el año 734 d. C.. El templo se utilizaba para diversas ceremonias rituales, y se consideraba la puerta al inframundo. Se denomina del Gran Jaguar por el jaguar tallado en el dintel de la puerta principal. 
La pirámide tiene una altura de 47 metros, y su construcción fue finalizada alrededor del 740 al 750 d. C. La crestería masiva que encabeza el templo, fue originalmente decorada con una gigantesca escultura del rey en su trono, pero poco sobrevive de esta decoración. El santuario en la cumbre de la pirámide tiene tres cámaras consecutivas, con las entradas cruzadas por dinteles de madera, hechos de múltiples vigas. El dintel exterior era liso, pero los dos interiores eran tallados. Algunas de las vigas fueron removidas en el siglo xix y se desconoce su ubicación actual. Otros fueron llevados a algunos museos de Europa.

### Redescubrimiento

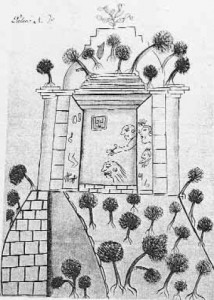
Templo de Tikal dibujado por Eusebio Lara en 1853.

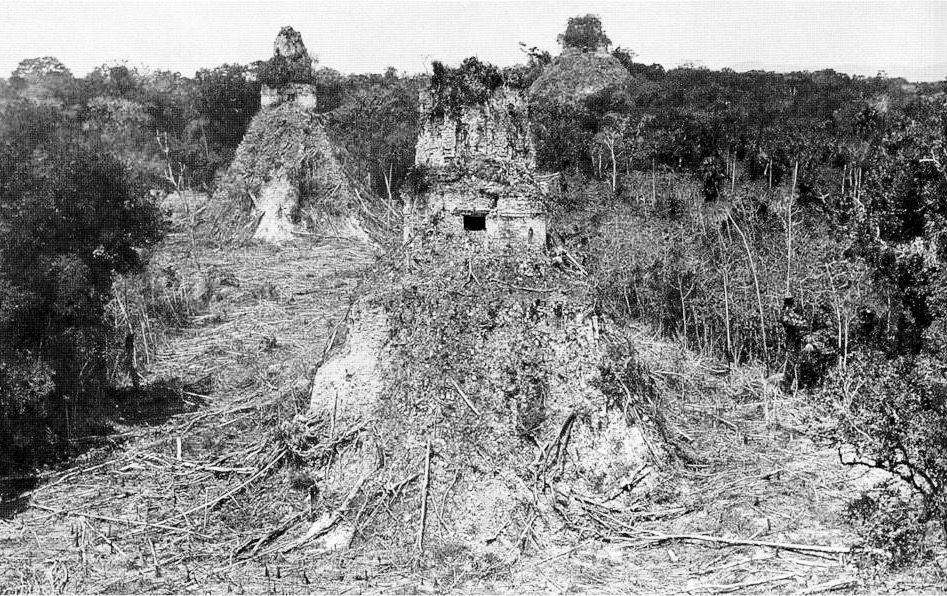
Tikal en 1882.

En marzo de 1848, el gobernador de Petén, Modesto Méndez organizó una expedición en la selva, durante la cual descubrieron la ciudad maya de Tikal. El Corregidor iba acompañado de Antonio Matos y José María Garma, ambos regidores, al igual que de los señores Vicente Díaz y Bernabé Castellano y del maestro Eusebio Lara.  Lara fue el primero realizar dibujos de los templos y estelas, los cuales fueron adjuntados al informe oficial que el coronel Méndez envió al general Rafael Carrera y Turcios, informándole del descubrimiento de las ruinas de Tikal
En el último párrafo del informe que remitió al gobierno de Carrera escribió: «Yo debo de cumplir con mi deber, pues me sería sensible que otros curiosos extranjeros vengan a dar publicidad a todos los objetos que estoy viendo y palpando. Vengan en hora buena esos viajeros con mayores posibles y facultades intelectuales, hagan excavaciones al pie de las estatuas, rompan los palacios y saquen las curiosidades y tesoros que no podrán llevar jamás sin el debido permiso; pero nunca podrán nulificar ni eclipsar el lugar que me corresponde, al haber sido el primero en descubrir estas ruinas; sin gravar los fondos públicos les abrí camino, y tuve el honor de comunicar al supremo gobierno de la república, cuanto interesante y superior se encuentra en la capital de este imperio; sin miras de interés personal o particular, únicamente satisfecho y persuadido que mi persona y cortos bienes pertenecen a la patria, al gobierno y a mis hijos».
En 1852, nuevamente en una expedición, descubrió los sitios de Ixkún e Ixtutz. Sin embargo, los dibujos que corresponden a estos descubrimientos, publicados en 1854, sugieren que el autor podría ser otro artista, y no Eusebio Lara, pero esto no se ha comprobado.
La tumba del rey Ah Cacao data del período Clásico Tardío y fue descubierta en 1962 como «entierro 116», por el arqueólogo Aubrey Trik. Entre los objetos recuperados de la tumba, se encuentra una gran colección de tubos de huesos humanos y animales, con inscripciones y bandejas con escenas representando deidades y personas, finamente talladas y frotadas con bermellón, así como ornamentos de jade, de conchas y recipientes de cerámica, llenos de ofrendas, como alimentos y bebidas.

## Arquitectura

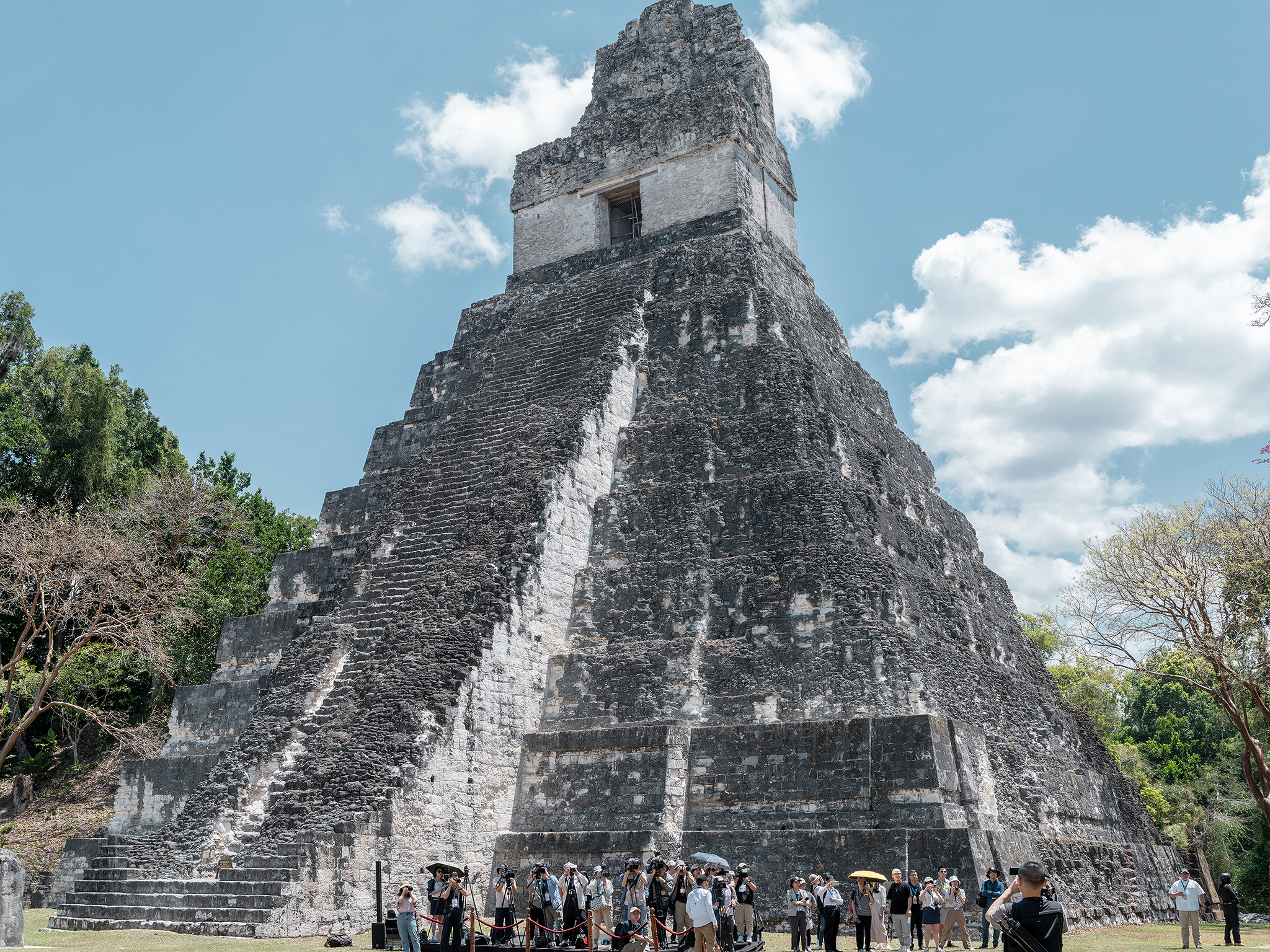
Templo I.

- Ubicación: El Templo I se ubica en la Gran Plaza de Tikal.
- Altura : 47 metros.
- Forma: piramidal, con nueve niveles escalonados qué pueden ser simbólicos a los nueve niveles del inframundo. Y una escalera en el centro que recorre desde la base hasta la cima.
- En la decoración exterior destacan los dinteles de madera. El santuario tiene una alta cresta decorada con una escultura del rey sentado, Jasaw Chan K'awiil, aunque ahora es difícil discernirla.

La arquitectura de Tikal se caracteriza por esquinas remetidas que acentúan el efecto de luz y sombra y sus muros a menudo consisten en núcleos de piedra, algunas partes esta recubierto por tierra roja y tierra recubierto de piedra canteada.

## Conservación

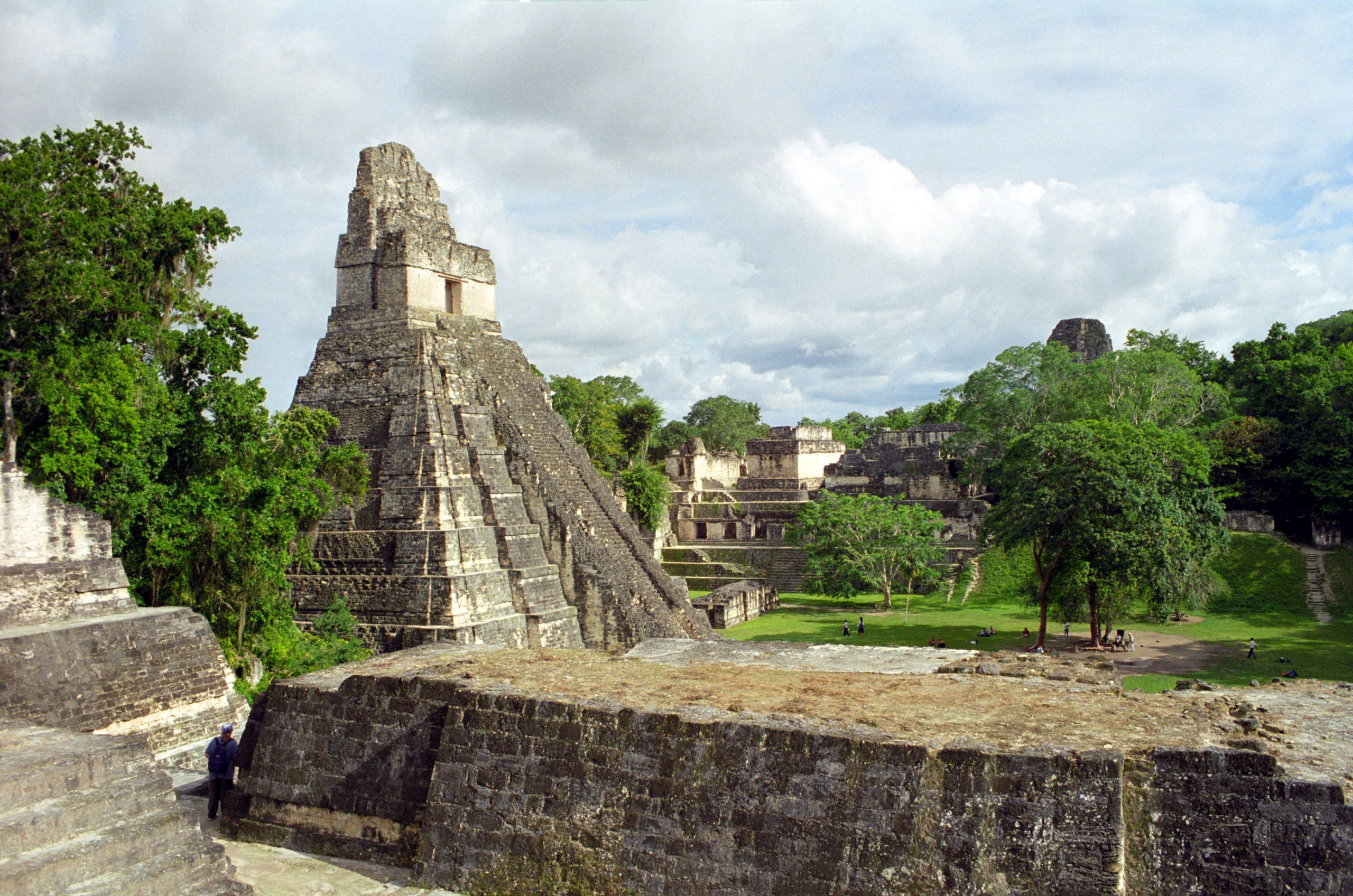
Tikal, actualmente uno de los destinos turísticos más visitados de Guatemala

Su estado de conservación es bueno, y está restaurado parcialmente, por lo que no es posible subir por la escalera principal debido al riesgo existente, en la década de 1990 gracias a un acuerdo entre los Gobiernos de Guatemala y España. Dos trozos del dintel del Templo del Gran Jaguar se le permitieron sacar del país con permiso de las autoridades guatemaltecas al explorador británico, Sir Alfred Percival Maudslay, y actualmente se guardan en la bodega del Museo Británico en Londres.

## Referencias en la cultura popular

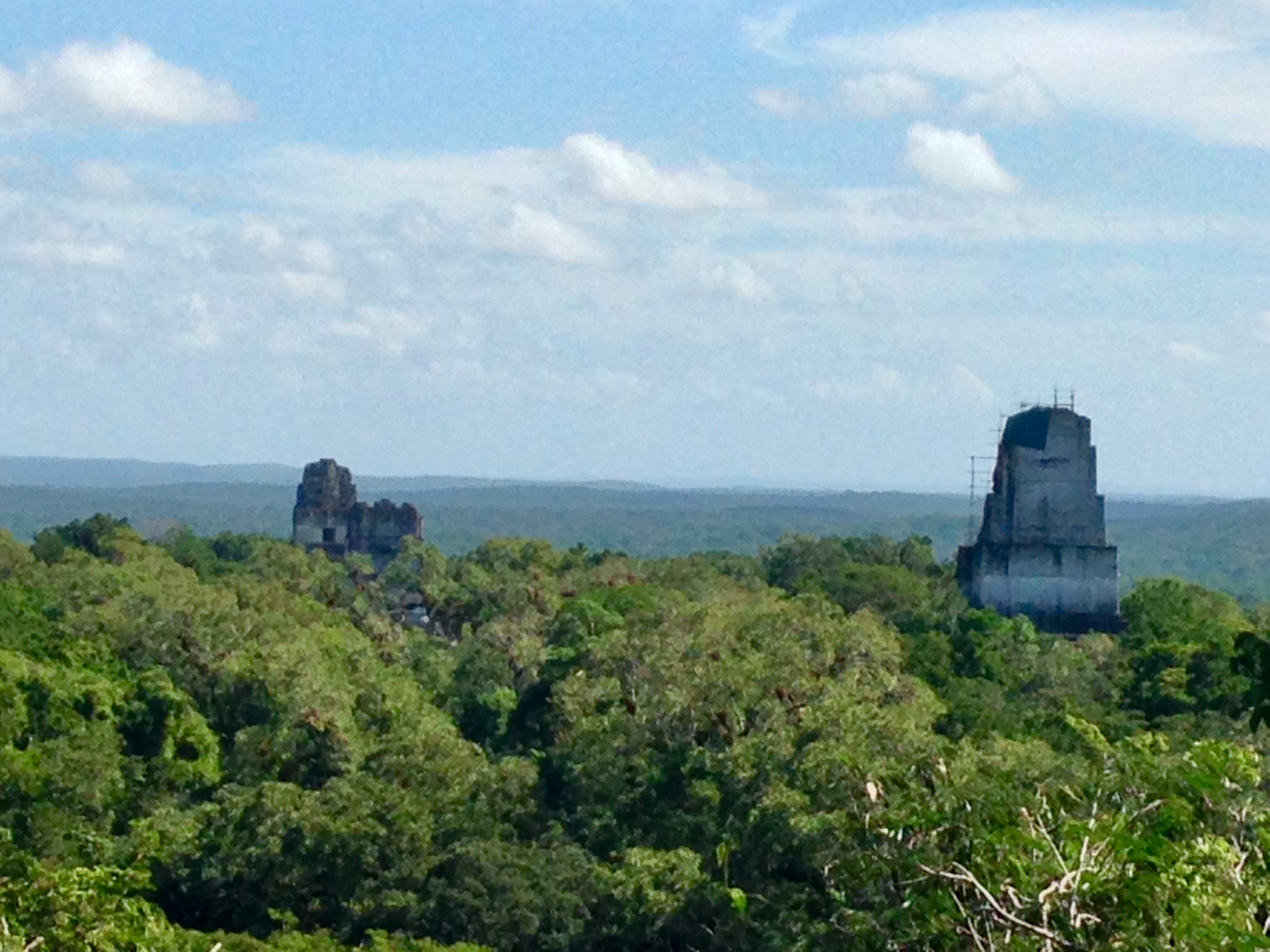
Templo I visto desde el Templo IV